# Drug-free school zone

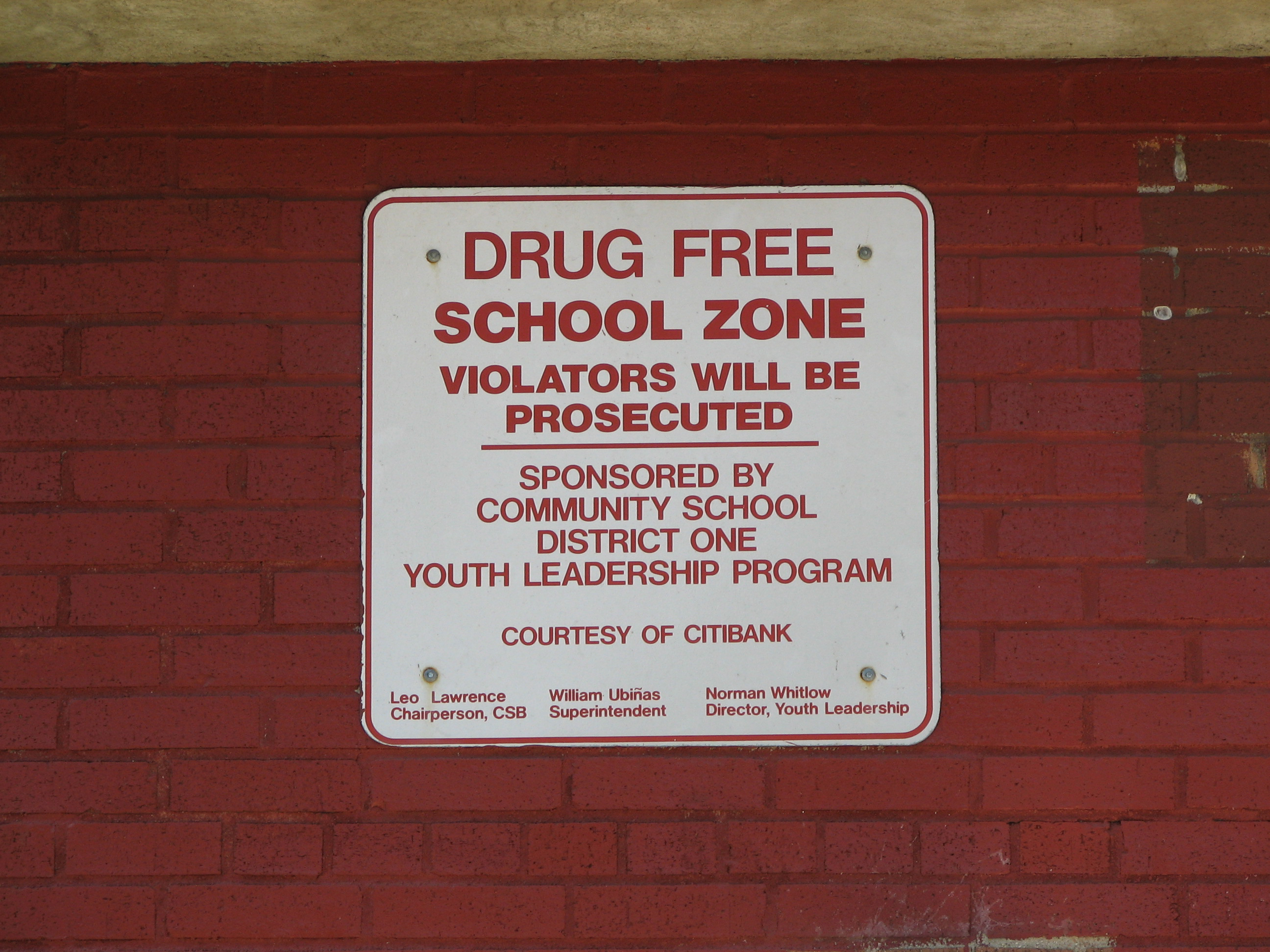
Bord bij een school in New York dat een drug-free school zone aangeeft

Drug-free school zone (Nederlands: drugvrije schoolzone) is een begrip dat wordt gebruikt in de Verenigde Staten om een zone aan te geven binnen een bepaalde afstand, meestal 300 m, van een school, park of andere openbare voorziening. Borden langs de openbare weg geven soms aan waar men een dergelijke zone binnenkomt.
De term "Drug-free school zone" is een beetje misleidend omdat de verkoop en zelfs het bezit van harddrugs en softdrugs overal in de Verenigde Staten wettelijk verboden is. Sinds het einde van de jaren tachtig hebben de meest Amerikaanse staten echter wetten aangenomen, die extra hoge straffen voorschrijven voor de verkoop van drugs binnen deze zones. In sommige staten worden ook het verboden 
wapenbezit en gang-activiteiten binnen deze zone extra zwaar bestraft.